# Oxypetalum coeruleum
Oxypetalum coeruleum là một loài thực vật có hoa trong họ La bố ma. Loài này được (D. Don ex Sweet) Decne. mô tả khoa học đầu tiên năm 1844.